# Zákon o zbraních
Zákon o zbraních je zkrácený název českého zákona č. 119/2002 Sb., o střelných zbraních a střelivu a o změně zákona č. 156/2000 Sb., o ověřování střelných zbraní, střeliva a pyrotechnických předmětů a o změně zákona č. 288/1995 Sb., o střelných zbraních a střelivu (zákon o střelných zbraních), ve znění zákona č. 13/1998 Sb., a zákona č. 368/1992 Sb., o správních poplatcích, ve znění pozdějších předpisů, a zákona č. 455/1991 Sb., o živnostenském podnikání (živnostenský zákon), ve znění pozdějších předpisů, (zákon o zbraních).
Zákon upravuje (mimo jiné) práva a povinnosti držitelů zbraní nebo střeliva a možnosti nabývání vlastnictví, držení či nošení zbraně nebo střeliva. Nahradil tak zákon č. 288/1995 Sb. a jeho novelu zákon č. 13/1998 Sb.

## Současný stav
Podle současného znění zákona o zbraních může každý český občan starší 21 let (výjimky: Sportovní(B) 18 let(popř 15 pokud je osoba členem klubu), Lov(C) 18 let(popř 16 pokud je na škole vyučována myslivost), Povolání(D) 18 let pokud je na škole vyučováno puškařství), který splní podmínky bezúhonnosti, spolehlivosti a zdravotní způsobilosti a složí zkoušky odborné způsobilosti, získat zbrojní průkaz. Ten ho opravňuje k nabytí vlastnictví, držení či nošení zbraně/střeliva (v závislosti na skupinách jeho zbrojního průkazu a kategorii konkrétní zbraně nebo střeliva).

## Snahy o zpřísnění zákona
Různé události se střelnou zbraní a jejich vykreslení médii často vyvolávají snahy o zpřísnění zákona o zbraních. Nejčastěji se objevuje požadavek na povinné psychotesty pro držitele zbrojních průkazů. Psychotesty by pravděpodobně přinesly zanedbatelný prospěch pokud jde o bezpečnost, přinesly by ovšem nezanedbatelnou zátěž. Tomu nasvědčují případy Kalivody a Lubiny (bývalý policista respektive bývalý výsadkář), kteří vzhledem ke svým původním povoláním museli oba projít psychotesty ještě náročnějšími než by měli být ty pro držitele zbrojních průkazů. V současné době zůstává na uvážení posuzujícího lékaře, zda žadatele pošle i na psychologické vyšetření.

### Připravovaná novela
Od začátku roku 2015 se připravuje novela zákona o zbraních a střelivu, dohledatelná pod číslem PID: KORN9W28KMD3.

První dva cíle návrhu zní:

1. V návaznosti na události v muničním areálu ve Vrběticích (i jinde) stanovit jednoznační právní režim nakládání s municí civilními subjekty na území České republiky.

2. Ve vazbě na tragickou událost v Uherském Brodě zefektivnit systém prověřování a vymáhání požadavků na zdravotní způsobilost držitelů zbrojních průkazů.

K druhému cíli se objevují v návrhu dvě varianty:

Varianta 1 – posílení vynucování a kontroly podmínek způsobilosti držitele zbrojního průkazu

Varianta 2 – zpřísnění podmínek pro získání zbrojního průkazu

Varianta 2 podle textu návrhu by "spočívala ve zvýšení požadavků na držitele zbrojních průkazů". Dále text uvádí, že by se "mohlo jednat například o": zvýšení věku pro získání zbrojního průkazu; zvýšení okruhu nemocí, které povedou k zdravotní nezpůsobilosti vlastnit zbrojní průkaz; zpřísnění podmínek bezúhonnosti a spolehlivosti.

Ve "Vyhodnocení nákladů a přínosů variant" se pak dále uvádí:

Přínosy varianty 2 je třeba považovat za spíše neurčité a ani recentní zkušenosti neukázaly potřebu rozšíření těchto podmínek (na rozdíl od zásadní potřeby posílení možnosti existující podmínky vymáhat). Podobně v případě plošně prováděných, či dokonce periodických psychotestů je třeba zaujmout spíše skeptický postoj. Takovýto systém by na jedné straně paušálně zatížil všechny držitele zbrojního průkazu, ale na straně druhé by také vytížil značné kapacity správních orgánů policie. Přitom se lze jen dohadovat, že by mohlo dojít k situaci, kdy by tato rutinní činnost mohla vytěsnit (crowding-out) potřebnou cílenou prevenci... dále se mluví o skutečnosti, kdy přísnější podmínky mohou vést k jakémusi stavu podcenění situace.

Návrh dále navrhuje přijmout variantu 1.

## Stručný obsah zákona o střelných zbraních

### Část první – zbraně a střelivo

#### Hlava I
Předmět úpravy a vymezení některých pojmů.

#### Hlava II
Rozdělení zbraní a střeliva:
- kategorie A a A-I – zakázané zbraně, zakázané střelivo
- kategorie B – zbraně podléhající povolení
- kategorie C a C-I – zbraně podléhající ohlášení
- kategorie D – ostatní zbraně

plus
- střelivo do zbraní kategorií A až D, které není zakázané

#### Hlava III
Upravuje možnosti nabývání vlastnictví, držení a nošení zbraně a střeliva různých kategorií.

#### Hlava IV
Zbrojní průkaz a jeho rozdělení do pěti skupin (držitel zbrojního průkazu může mít libovolný počet skupin zároveň):
- skupina A – ke sběratelským účelům
- skupina B – ke sportovním účelům
- skupina C – k loveckým účelům
- skupina D – k výkonu zaměstnání nebo povolání
- skupina E – k ochraně života, zdraví nebo majetku
- skupina F – k provádění pyrotechnického průzkumu.

Dále upravuje podmínky pro vydání zbrojního průkazu (věk, zdravotní a odborná způsobilost, bezúhonnost a spolehlivost), rozšíření jeho skupin nebo jeho odnětí či zánik platnosti. Také jsou zde uvedena práva a povinnosti držitelů zbrojních průkazů.

#### Hlava V
Popisuje zbrojní licenci, která právnickou nebo fyzickou osobu opravňuje k nabývání vlastnictví a přechovávání zbraní nebo střeliva. Stejně jako zbrojní průkaz se dělí do několika skupin (podle důvodů užívání rozsahu oprávnění):
- skupina A – vývoj, výroba zbraní nebo střeliva
- skupina B – opravy, úpravy nebo znehodnocování zbraní nebo střeliva
- skupina C – nákup, prodej nebo přeprava zbraní nebo střeliva
- skupina D – půjčování zbraní nebo úschova zbraní nebo střeliva
- skupina E – ničení nebo znehodnocování zbraní nebo střeliva
- skupina F – výuka nebo výcvik ve střelbě
- skupina G – zajišťování ostrahy majetku a osob
- skupina H – uskutečňování sportovní, kulturní nebo zájmové činnosti
- skupina I – provozování muzejnictví nebo sbírkové činnosti
- skupina J – zabezpečování úkolů podle zvláštního právního předpisu
- skupina K – provozování pyrotechnického průzkumu.

Zbytek hlavy V je obdobný jako u hlavy IV.

#### Hlava VI
Udává povinnost registrace pro každou zbraň kategorie A, B nebo C. Dokladem o registraci je průkaz zbraně.

#### Hlava VII
Trvalý vývoz, dovoz nebo tranzit zbraní a střeliva z, do nebo přes Českou republiku.

#### Hlava VIII
Podmínky pro provozování střelnice, práva a povinnosti správce střelnice.

#### Hlava IX
Popisuje některé speciální případy, jako např. zadržení či zajištění zbraně/střeliva, možnosti zabezpečení zbraní/střeliva, svěření či vystavování zbraně, znehodnocení či dědění zbraně ad.
Mimo jiné zde najdeme i podmínky tzv. zbraňové amnestie (zánik trestnosti nedovoleného ozbrojování).

#### Hlava X
Informační systémy a uchovávání a poskytování údajů o zbraních, střelivu a provozovaných střelnicích.

#### Další
- Hlava XI – Výkon státní správy
- Hlava XII – Sankce a ochranná opatření
- Hlava XIII – Ustanovení společná
- Hlava XIV – Ustanovení přechodná

### Část druhá
Změna zákona č. 156/2000 Sb

### Část třetí
Změna živnostenského zákona

### Část čtvrtá
Účinnost

### Příloha
Vymezení zbraní a střeliva:
- Část první – Druhy zbraní
- Část druhá – Druhy střeliva